# سينثيا كينيون
سينثيا جين كينيون (بالإنجليزية: Cynthia Jane Kenyon) ـ (ولدت في 21 فبراير 1954) هي عالمة بيولوجيا جزيئية وشيخوخة أمريكية. من أبرز إسهاماتها العلمية قيامها بالتشريح الوراثي للشيخوخة، متخذة من دودة الربداء الرشيقة نموذجًا حيًا.
طبقت كينيون نتائج أبحاثها على نفسها، فعدّلت من نظام غذائها بحيث توقفت عن تناول الكربوهيدرات ذات المؤشر الجلايسيمي المرتفع، إذ لاحظت في أبحاثها أن إضافة السكر إلى غذاء الديدان يقصّر من أعمارها.
حصلت كينيون على جائزة الملك فيصل العالمية في الطب سنة 1420 هـ/2000 م.